# Фатална несрећа
Фатална несрећа (енгл. Crash) амерички је криминалистичко-драмски филм из 2004. године, режисера, продуцента и ко-сценаристе Пола Хагиса. Филм прати расне и друштвене тензије у Лос Анђелесу, а био је инспирисан инцидентом из стварног живота у којем је Хагисов Порше украден 1991. испред видеотеке на Вилшир булевару. Главне улоге у филму тумаче Сандра Булок, Дон Чидл, Мет Дилон, Џенифер Еспозито, Вилијам Фикнер, Брендан Фрејзер, Теренс Хауард, Крис „Лудакрис” Бриџиз, Тандивеј Њутон, Мајкл Пења, Ларенц Тејт и Рајан Филипи.
Филм је премијерно приказан 10. септембра 2004. на Филмском фестивалу у Торонту, док је у биоскопима објављен 6. маја 2005. године. Наишао је на позитивне рецензије критичара, који су нарочито похвалили режију и глуму, али су критиковали приказ расних односа као поједностављен и несуптилан. Остварио је успех на биоскопским благајнама, зарадивши преко 98 милиона долара у односу на буџет од 6,5 милиона долара.
Филм је био номинован за шест Оскара, а победио је у три категорије: за најбољи филм, најбољи оригинални сценарио и најбољу монтажу. Такође је био номинован за девет награда БАФТА, а победу је однео у категоријама за најбољи оригинални сценарио и најбољу споредну глумицу (Њутон). 

## Радња
У Лос Анђелесу, детектив Грејам Вотерс и његова партнерка Рија су укључени у мањи судар са аутомобилом којим управља Ким Ли. Рија и Ким Ли размењују увреде на расној основи. Вотерс касније стиже на место злочина, где је откривено тело неименованог мртвог младића. Филм се затим враћа уназад 48 сати да би пратио претходни ланац догађаја.
Ентони и Питер, два млада Афроамериканца, краду аутомобил окружном тужиоцу Рику Каботу и његовој жени Џин. Док се њих двојица одвозе у теренцу, Питер ставља фигурицу Светог Христофора, заштитника путника, на контролну таблу. Пролазе поред Вотерса и Рије, који истражују убиство на паркингу у долини Сан Фернандо. Њих двоје сазнају да је бели полицајац на тајном задатку, детектив Конклин, упуцао црног полицајца на тајном задатку, детектива Луиса, а да ниједан од њих двојице није знао прави идентитет овог другог.
Код куће, Кабот тврди да би га инцидент крађе аутомобила могао коштати поновног избора, јер без обзира на чију страну стане, изгубиће или гласове црнаца или гласове за ред закон. Латиноамерички бравар Данијел Руиз чује Џин, која сумња да је он заправо криминалац, како захтева да се браве ујутру поново промене.
Док трага за украденим возилом Каботових, полицијски наредник Џон Рајан зауставља теренац којим управља богати црначки пар, ТВ редитељ Камерон Тајер и његова супруга Кристин. Иако Рајан зна да њихов аутомобил није онај које тражи, он тврди да је видео Кристин како изводи фелацио на Камерону док је он возио. Рајан препипава Кристин и малтретира је пред Камероном. Рајанов млађи партнер, полицајац Том Хансен, посматра ужаснуто, али не интервенише.
Хансен одлази код свог претпостављеног, поручника Диксона, да пријави Рајаново понашање и захтева премештај. Диксон, црнац, каже Хансену да би притужба на расизам нашкодила његовој каријери и дозвољава премештај под условом да се Рајаново понашање не помиње. Рајан живи са својим болесним оцем, који не може да добије здравствено осигурање. Телефоном, Рајан износи своје фрустрације на афроамеричку здравствену радницу са којим разговара. Рајан вређа њену способност говорећи да квалификованији белци нису добили њен посао због афирмативне акције.
У отетом теренцу, Ентони и Питер ударили су човека азијског порекла док су пролазили поред паркираног комбија. Узимају тело повређеног и остављају га испред болнице. У међувремену, Вотерс, који је у вези са Риом, улази у расправу са њом када немарно каже да је она из Мексика. Рија га љутито подсећа да је њен отац заправо из Порторика, а мајка из Ел Салвадора. Вотерс касније посећује своју мајку, која га замоли да пронађе његовог несталог млађег брата.
Рајан касније наилази на саобраћајну несрећу и преврнуто возило. У свом покушају да спасе путницу, Рајан види да је то Кристин, која препознаје полицајца из њиховог ранијег инцидента и грчевито се опире његовој помоћи. Рајан успева да је извуче из аутомобила непосредно пре него што га прогута пожар. Док Кристини помажу болничари, она гледа у Рајана.
Вотерс је позван на састанак са сарадником тужиоца Фланаганом, који му каже да Унутрашњи послови желе да Конклин буде ухапшен. Вотерс има доказе да је Луис вероватно био умешан у посао са дрогом, али Фланаган обећава Вотерсу посао Каботовог главног истражитеља, као и чишћење криминалног досијеа његовог брата, у замену за његову сарадњу. На конференцији за новинаре, Вотерс невољно потврђује да је убиство било расно мотивисано.
Ентони и Питер краду Линколн Навигатор, у коме се, како се испоставља, налази Камерон. Камерон узвраћа ударац и Питер бежи са лица места пре него што се приближи полицијски ауто. Камерон и Ентони беже и следи полицијска потера, а Хансен је један од полицајаца који га јуре. Када полиција опколи теренац, Хансен препознаје Камерона и, из кајања због ранијег инцидента, осигурава да Камерон буде пуштен уз упозорење. Ентонија, који се крио у аутомобилу, Камерон оставља на аутобуској станици.
Касније те ноћи, док Хансен није на дужности, покупи Питера који стопира. Током вожње, Питер посеже у џеп и Хансен, мислећи да посеже за пиштољем, пуца у њега. Питер пада мртав, откривајући да је посегао само за својом фигурицом Светог Христифора. Хансен сакрива тело у оближње жбуње и запали свој аутомобил. Вотерс и Рија касније стижу на место догађаја и открива се да леш припада Вотерсовом брату Питеру. Вотерса се мајка одриче због Питерове смрти.
Ентони наилази на бели комби од раније са кључевима још увек у брави. Он краде комби и одвози га у ауто-радионицу, где налазе камбоџанске имигранте оковане у задњем делу. Комби је припадао Ким Ли и њеном мужу (човеку који су Ентони и Питер случајно ударили), што значи да су били умешани у трговину људима. Власник радионице нуди Ентонију 500 долара по имигранту, али Ентони одбија. Након што је одвезао Камбоџанце до кинеске четврти и ослободио их, пролази поред једне саобраћајне незгоде. Испоставља се да је један од возача здравствена радница са којим се Рајан раније свађао, а други је Азијат. Између њих двоје долази до размене расистичких увреда.

## Улоге
| Глумац                 | Улога                     |
| ---------------------- | ------------------------- |
| Дон Чидл               | детектив Грејам Вотерс    |
| Сандра Булок           | Џин Кабот                 |
| Мет Дилон              | наредник Џон Рајан        |
| Џенифер Еспозито       | Рија                      |
| Брендан Фрејзер        | окружни тужилац Рик Кабот |
| Теренс Хауард          | Камерон Тајер             |
| Крис „Лудакрис” Бриџиз | Ентони                    |
| Тандивеј Њутон         | Кристин Тајер             |
| Мајкл Пења             | Данијел Руиз              |
| Рајан Филипи           | Том Хансен                |
| Ларенц Тејт            | Питер                     |
| Шон Туб                | Ферхад                    |
| Бахар Сумех            | Дори                      |
| Ешлин Санчез           | Лара Руиз                 |
| Карина Аројаве         | Елизабет Руиз             |
| Лорета Девајн          | Шаника Џонсон             |
| Беверли Тод            | госпођа Вотерс            |
| Вилијам Фикнер         | Џејк Фланаган             |
| Кит Дејвид             | поручник Диксон           |
| Џек Макги              | власник продавнице оружја |
| Грег Џаунг Пајк        | Чои Чин Гуи               |
| Алексис Ри             | Ким Ли                    |
| Марина Сиртис          | Шерин                     |